# St. Cyriakus (Althausen)

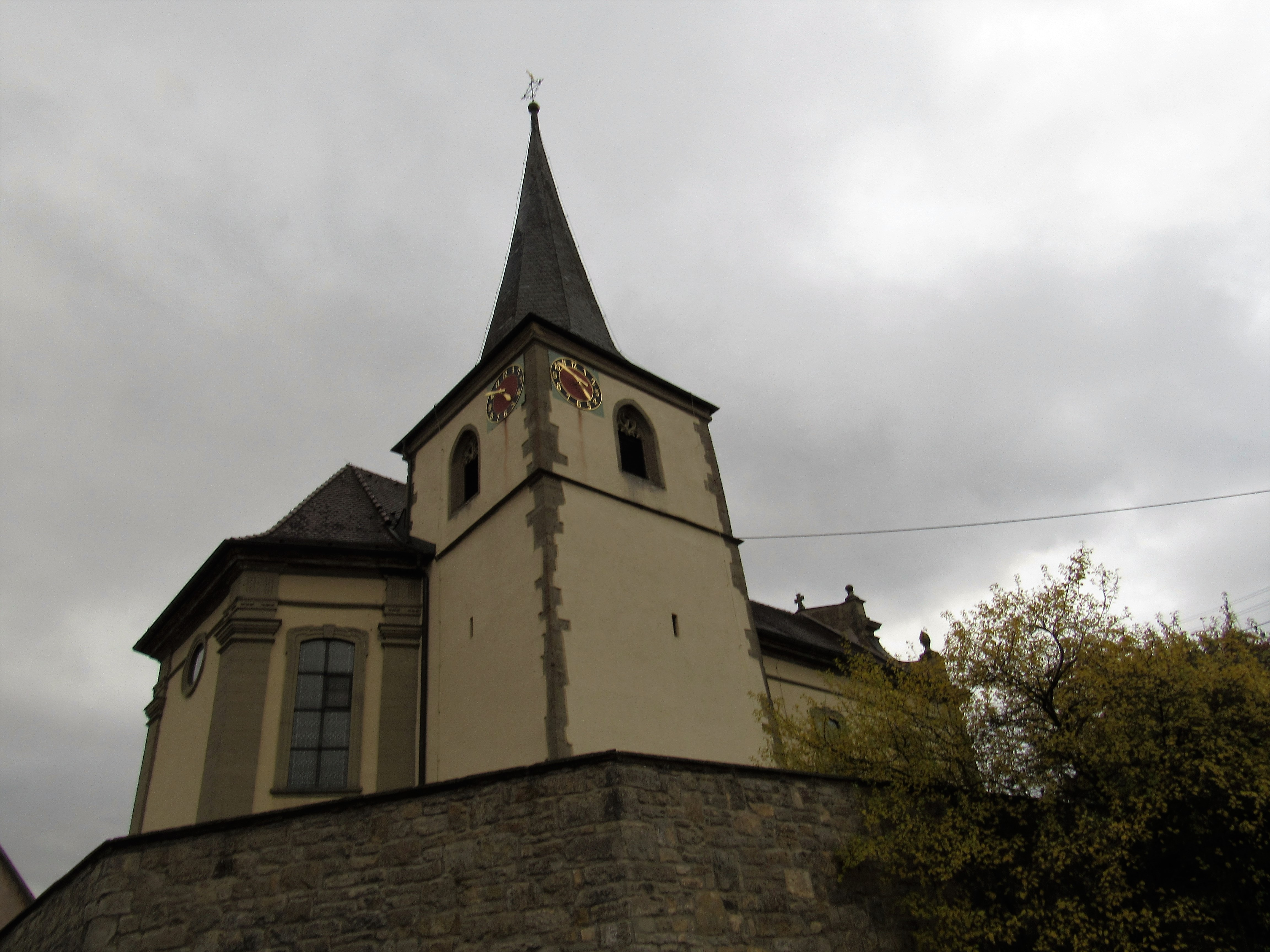
Kirche St. Cyriakus in Althausen

Die römisch-katholische Pfarrkirche St. Cyriakus ist die Dorfkirche von  Althausen, einem Stadtteil von Münnerstadt im unterfränkischen Landkreis Bad Kissingen. Sie gehört zu den Baudenkmälern von Münnerstadt und ist unter der Nummer D-6-72-135-96 in der Bayerischen Denkmalliste registriert.

## Geschichte
Althausen war eine Filiale der Pfarrei Wermerichshausen, die seit dem Jahr 1180 bestand. Der Kirchturm als ältester Teil der Kirche  entstand in spätgotischer Zeit und wurde nach 1611 erhöht. Chor und Langhaus wurden um die Jahre 1710 bis 1720 errichtet. In den Jahren 1748 bis 1750 erhielt die Kirche ihre Einrichtung.

## Beschreibung
Der massige Kirchturm, ein Julius-Echter-Turm mit spitzbogigen Schallfenstern, steht an der Nordseite des Chores. Der östliche Chor mit Fünfachtelschluss hat drei große Fenster, zusätzlich in der Mitte oben ein rundes Fenster. Das Langhaus weist drei Fensterachsen auf. Das Untergeschoss des Turms dient als Sakristei. Deshalb wird der Turm im ersten Obergeschoss über eine hölzerne Außentreppe betreten.

## Ausstattung
Am Hochaltar ist die Ermordung der Frankenapostel Kilian, Kolonat und Totnan im Altarblatt dargestellt. Der rechte Seitenaltar ist mit einer Figur des Kirchenpatrons Cyriakus ausgestattet, der linke Seitenaltar mit einer Figur der Muttergottes. An der Kanzel befinden sich Figuren der vier Evangelisten. Die Orgel erstellte der Würzburger Orgelbauer Johann Philipp Seuffert im Jahr 1750.